# Пройко Найденов
Пройко Велянов Найденов известен още като Пройче Найдоски (на македонска литературна норма: Пројче Најдоски) с псевдоним Сокле е дезертьор от Българската армия и впоследствие югославски партизанин. Деец на комунистическата съпротива във Вардарска Македония.

## Биография
Найденов е роден на 15 февруари 1920 година в Гостиражни, тогава в Кралството на сърби, хървати и словенци. По време на българско управление през ВСВ отбива военна наборна служба  от 15 септември 1941 година. На 18 юни 1942 година дезертира и се включва във Прилепски народоосвободителен партизански отряд „Гьорче Петров“. Осъден е задочно от Пловдивския военнополеви съд на 9 месеци военен затвор. След разбиването на отряда по време на операция на българската войска и полиция, Пройче помага за прехвърлянето на ранения Владо Лапецот - Корд в Прилеп. С другите партизани от Прилеп се укрива в манастира „Свети Никола“ край село Прилепец. Обкръжени са от българската полиция и местни помагачи благодарение на информация получена от свещеника в манастира Филип Иванов Шековски, по произход от Демирхисарско. Загива на 19 декември 1942 година заедно с още 8 партизани в сражение с българските части край манастира. На полицаите и местните активисти взели участие при завързалата се край манастира престрелка е изказана служебна благодарност.